# Улица Маршала Тухачевского (Санкт-Петербург)
Улица Ма́ршала Тухаче́вского — улица в Красногвардейском районе города Санкт-Петербурга. Проходит от шоссе Революции до Пискарёвского проспекта. Фактически продолжает Ключевую улицу, хотя между ними непосредственного выезда нет.

## История
В 1960-х годах были построены новые кварталы в Красногвардейском районе. Новая улица между ними в июле 1966 года получила название в честь маршала Советского Союза М. Н. Тухачевского (1893—1937). Первоначально название было в форме улица Тухачевского. Современную форму оно приобрело 4 мая 1987 года.
Меридиональный участок улицы до 1966 года входил в состав Екатерининского проспекта, до начала XX века называвшегося Охтенской дорогой.

## Достопримечательности
- Гостиница «Карелия» (дом 27/2)

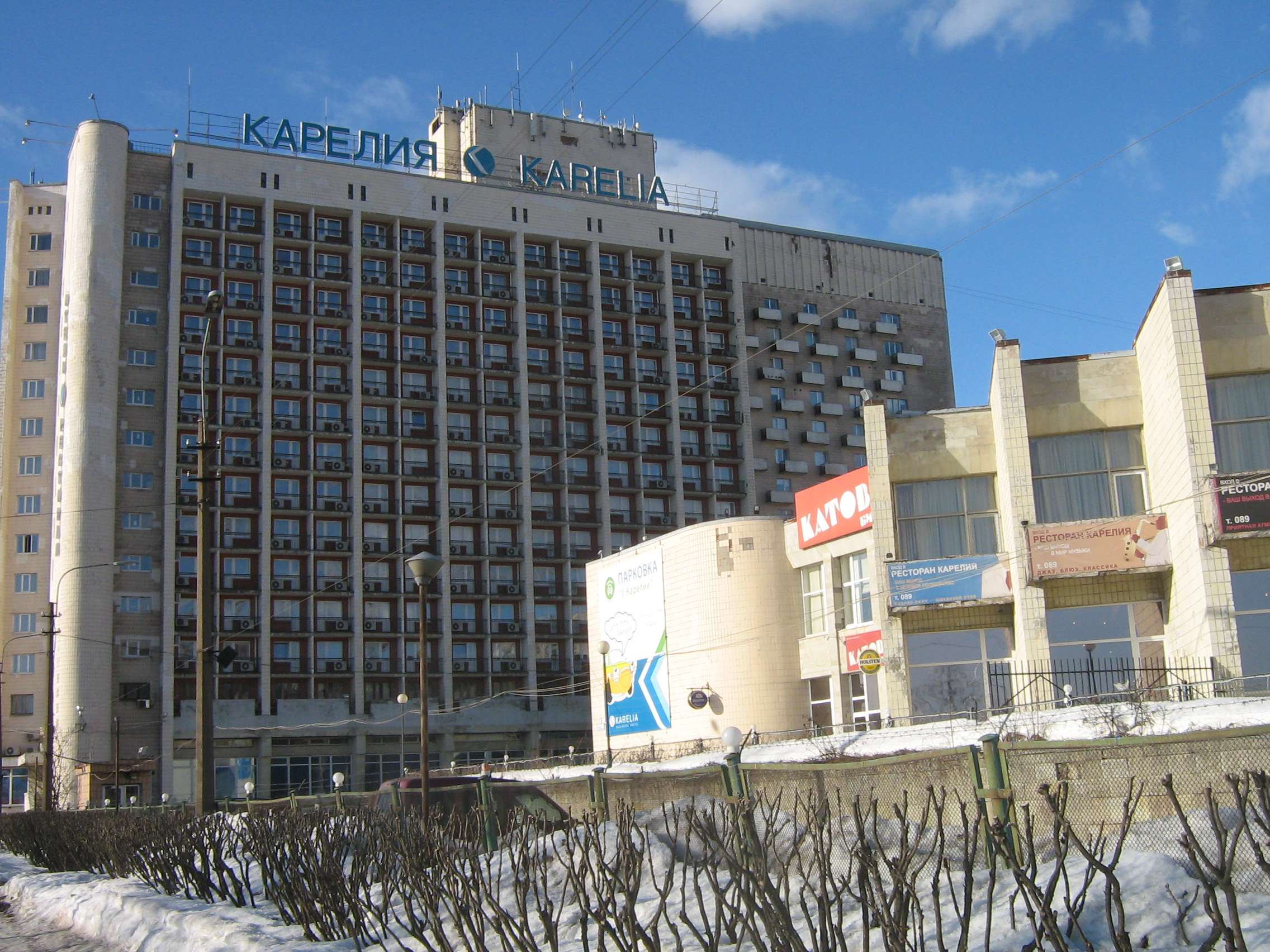
Гостиница «Карелия»

- Галерея Современной Скульптуры и Пластики (в помещениях гостиницы «Карелия»)
- Полюстровский парк

## Пересечения
- Пискарёвский проспект
- Львовская улица
- улица Буренина
- Апрельская улица
- улица Стасовой
- шоссе Революции (примыкание)

## Транспорт
На улице Маршала Тухачевского расположено кольцо троллейбусных и автобусных маршрутов.

### Троллейбусы
- № 1:  улица Маршала Тухачевского —  Новочеркасская —    Площадь Александра Невского —  Площадь Восстания,  Московский вокзал,  Маяковская —  Невский проспект,  Гостиный двор —  Спортивная - Ординарная ул.
- № 3: улица Маршала Тухачевского —  Площадь Ленина,  Финляндский вокзал —  Владимирская,  Достоевская —  Звенигородская,  Пушкинская,  Витебский вокзал —   Технологический институт —  Балтийская,  Балтийский вокзал

### Автобусы
- № 55: улица Маршала Тухачевского —   Площадь Александра Невского
- № 181: улица Маршала Тухачевского —  Площадь Восстания,  Московский вокзал,  Маяковская — Гостиный двор —  Сенная площадь,  Спасская,  Садовая — Площадь Репина
- № 183: улица Маршала Тухачевского —  Ручьи —  Новая Охта —  Гражданский проспект — проспект Культуры
- № 288: улица Маршала Тухачевского —  Проспект Большевиков — Улица Дыбенко,  Проспект Славы,  Купчино